# Sophia Palaiologina

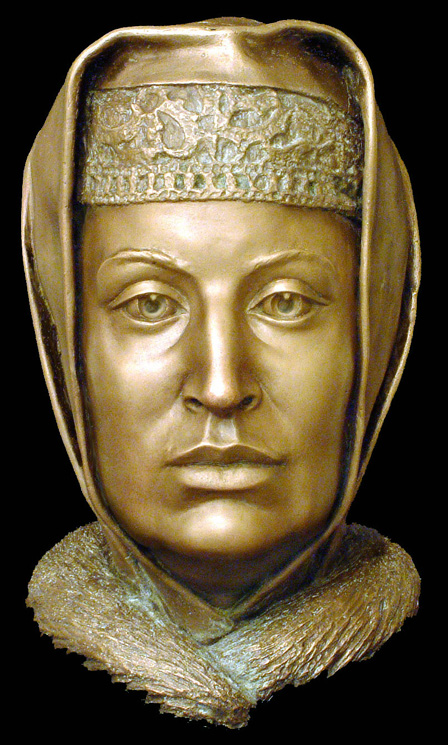
Forensische reconstructie van het hoofd van Sophia Palaiologina.

Sophia Palaiologina (oorspronkelijk Zoe Palaiologina of in het Grieks: Ζωή Παλαιολόγου; Russisch: Софья Фоминична Палеолог, Sofia Fominitsjna Paleolog) (wrsch. Mystras, ca. 1455? – 7 april 1503) was een nicht van de laatste Byzantijnse keizer Constantijn XI en de tweede vrouw van Ivan III van Moskou.
Haar vader was Thomas Palaiologos, de despoot van Morea. Zij werd samen met haar broers naar Rome gebracht na de verovering van Morea door Mehmet II van het Ottomaanse Rijk in 1460. In Rome veranderde zij haar naam in Sophia. In 1469 stelde paus Paulus II Ivan III voor om met haar te trouwen in de hoop de orthodoxe en Katholieke Kerken te verenigen. Ivan trouwde Sophia in de Oespenskikathedraal op 12 november 1472. Kardinaal Basilios Bessarion die door de paus naar Moskou was gestuurd, slaagde echter niet in zijn missie.
Na verloop van de jaren kreeg Sophia steeds meer invloed op haar veel oudere man. Men vermoedt dat zij het was die de Byzantijnse ceremoniën en uitgebreide etiquette in het Kremlin introduceerde. Kort voor haar dood kon zij haar man overreden haar zoon Vasili als troonopvolger te benoemen, in plaats van de eerder aangewezen Ivan de jongere, de enige zoon van haar man uit diens eerste huwelijk met Maria Borisovna.